# تپلیشوویتسه
تپلیشوویتسه (به لاتین: Teplýšovice) یک منطقهٔ مسکونی در جمهوری چک است که در ناحیه بنشوو واقع شده‌است.